# Luciano Miori (politico)
Luciano Miori (Rovereto, 1º maggio 1895 – 1975) è stato un politico italiano.

## Biografia
Proprietario terriero a Vadena, compì studi fisico-matematici a Novara e partecipò, volontario, alla grande guerra con il grado di tenente; nel 1934 fu promosso capitano.
Fascista antemarcia, fu podestà di Bolzano e consigliere nazionale della Camera dei Fasci e delle Corporazioni per tre legislature (XXVIII, XXIX e XXX); nelle ultime due rivestì la carica di segretario dell'Ufficio di Presidenza.